# Kennedy (televisieserie)
Kennedy is een miniserie, geschreven door Greg Radney en Jim Goddard. De miniserie werd geproduceerd door Central Independent Television en ging in première op 20 november 1983. 
De serie geeft een uitgebreid verslag weer van het leven van de Amerikaanse president John Fitzgerald Kennedy.
De hoofdrollen worden gespeeld door Martin Sheen als John F. Kennedy, Blair Brown als Jacqueline Kennedy en John Shea als Robert F. Kennedy.

## Verhaal
De miniserie start met de nasleep van de moord op John Kennedy en de impact die het op de familie van Kennedy had. Daarna springt de serie drie jaar terug in de tijd en begint met de verkiezingscampagne van John F. Kennedy. Kennedy wint in 1960 van zittend vicepresident Richard Nixon en wordt president.
De miniserie is gedocumenteerd met veel originele toespraken van president Kennedy die door Sheen herverteld worden, zoals de inauguratietoespraak. Verder brengt de serie ook de familie van Kennedy, de zogenaamde "Kennedy-clan", duidelijk naar voren.

## Hoofdrollen
- Martin Sheen als John F. Kennedy
- John Shea als Robert F. Kennedy
- Blair Brown als Jacqueline Kennedy
- E.G. Marshall als Joseph P. Kennedy sr.
- Geraldine Fitzgerald als Rose Kennedy
- Vincent Gardenia als J. Edgar Hoover
- Kelsey Grammer als Stephen Smith
- Charles Brown als Martin Luther King, Jr.
- Kevin Conroy als Edward M. Kennedy
- Nesbitt Blaisdell als Lyndon B. Johnson
- Tom Brennan als Adlai Stevenson
- Ellen Parker als Ethel Kennedy
- Donald Neal als Ralph Yarborough
- John Glover als Bill
- Jessica Ann Durr als Caroline Kennedy (5–6 jaar)
- Hannah Fallon als Caroline Kennedy (3–4 jaar)
- James Burge als Peter Lawford
- Peter Boyden als Pierre Salinger
- Laurie Kennedy als Patricia Kennedy Lawford
- Joe Lowry als Dave Powers
- Joanna Camp als Eunice Kennedy Shriver
- Al Conti als Sargent Shriver
- Frances Conroy als Jean Kennedy Smith
- Kent Broadhurst als Richard Paul Pavlick
- Peggy Hewitt als Letitia Baldrige
- David Leary als Arthur Schlesinger, Jr.
- Don MacLaughlin als opperrechter Earl Warren
- Larry Keith als Stanley Levison
- Harry Madsen als Clint Hill
- Tanny McDonald als Lady Bird Johnson
- Carmen Matthews als Mamie Eisenhower
- David Schramm als Robert McNamara
- Janet Sheen als Elaine de Kooning
- Trey Wilson als Kenneth O'Donnell
- George Guidall als Nicholas Katzenbach
- Barton Heyman als legeradviseur Curtis LeMay
- J.R. Dusenberry als John Connally
- Margo Tully als Nellie Connally